# Asociación de Fútbol de Palaos
La Asociación de Fútbol de Palaos (en inglés: Palau Soccer Association; abreviado PSA) es el organismo rector del fútbol en Palaos, con sede en Koror. Fue fundada en 2002, y no es miembro de la FIFA. Organiza el campeonato de Liga, así como los partidos de la selección nacional en sus distintas categorías.
La Asociación de Fútbol de Palaos ingresó en 2007 y estuvo solo 2 años en la Confederación de Fútbol de Oceanía. Pidió en 2009 el ingreso a la Confederación Asiática de Fútbol, pero dicha confederación no aceptó su ingreso.